# 铁线莲
铁线莲为毛茛科铁线莲属下的一个种。

### 書籍
[在维基数据编辑]
 《植物名實圖考·鐵線蓮》，出自吳其濬《植物名實圖考》

## 外部連結
- 维基共享资源上的相關多媒體資源：铁线莲
- 維基物種上的相關：铁线莲